# Miki i Donald przedstawiają Goofy’ego sportowca
Miki i Donald przedstawiają Goofy’ego sportowca (ang. Mickey and Donald Present Sport Goofy) – amerykański serial animowany, którego motywem przewodnim są różnego rodzaju sporty.
Był emitowany w TVP1 od 4 marca do 6 maja 2006 w Wieczorynce w bloku Walt Disney przedstawia. Od 23 czerwca do 1 września 2012 roku serial powrócił do sobotniej Wieczorynki. Od 8 października 2014 do 9 września 2016 roku serial był emitowany w TV Puls 2.

## Wersja polska
Opracowanie i udźwiękowienie wersji polskiej: na zlecenie Disney Character Voices International – Studio Sonica

Reżyseria:
- Agnieszka Matysiak
- Olga Sawicka
- Miriam Aleksandrowicz
- Jerzy Dominik

Dialogi polskie:
- Maria Utecht
- Edyta Czepiel-Zadura
- Dariusz Dunowski
- Joanna Kuryłko
- Barbara Robaczewska

Dźwięk i montaż:
- Monika Jabłkowska
- Agnieszka Stankowska

Kierownictwo produkcji: Elżbieta Kręciejewska

Udział wzięli:
- Kacper Kuszewski – Miki
- Krzysztof Tyniec – Goofy
- Jarosław Boberek – Donald
- Joanna Wizmur – Hyzio
- Edyta Jungowska – Dyzio
- Lucyna Malec – Zyzio
- Beata Wyrąbkiewicz – Minnie
- Stefan Knothe – komentator zawodów
- Marcin Kudełka – narrator
- Włodzimierz Bednarski – Pete
- Ewa Kania – Chip
- Piotr Dobrowolski – Dale
- Cezary Kwieciński
- Paweł Szczesny
- Andrzej Gawroński
- Jacek Jarosz

i inni
Lektor: Piotr Makowski

## Odcinki
- Powstało 10 odcinków serialu.
- W Polsce serial nie ma oficjalnych tytułów. W tabeli podane są tytuły wymyślone przez fanów serialu[potrzebny przypis].
- Serial był emitowany w TVP1 od 4 marca do 6 maja 2006 roku.

### Spis odcinków
| N/o | Nieoficjalny polski tytuł       | Bohater        | Angielski tytuł         | Data premiery | Opis |
| --- | ------------------------------- | -------------- | ----------------------- | ------------- | --- |
|     |                                 |                |                         |               | |
| 01  | Jak grać w football amerykański | Goofy          | How to Play Football    | 1944          | Zoologowie grają z antropologami w football amerykański. |
| 01  | Nieprzepisowe polowane          | Goofy          | Foul Hunting            | 1947          | Goofy wybiera się na polowanie na kaczki. |
| 01  | Łowcy łosi                      | Myszka Miki    | Moose Hunterss          | 1937          | Miki, Donald i Goofy usiłują schwytać łosia. |
|     |                                 |                |                         |               | |
| 02  | Podwójne kozłowanie             | Goofy          | Double Dribble          | 1946          | Drużyna Udawanego Uniwersytetu kontra Politechnika Użyteczna – oglądamy najważniejszy mecz koszykarski roku. |
| 02  | Sztuka jazdy na nartach         | Goofy          | The Art of Skiing       | 1941          | Goofy przygotowuje się do uprawiania narciarstwa zjazdowego. |
| 02  | Mistrz hokeja                   | Kaczor Donald  | Hockey Champ            | 1939          | Donald, mistrz hokeja na lodzie, uczy tej gry swoich siostrzeńców. |
|     |                                 |                |                         |               | |
| 03  | Jak grać w golfa                | Goofy          | How to Play Golf        | 1944          | Goofy przedstawia instruktażową lekcję gry w golfa – dyscypliny kształtującej charakter zawodnika. |
| 03  | Jak łowić ryby                  | Goofy          | How to Fish             | 1942          | Goofy uczy się łowić ryby. |
| 03  | Wielorybnicy                    | Myszka Miki    | The Whalers             | 1938          | Miki, Donald i Goofy usiłują upolować wieloryba. |
|     |                                 |                |                         |               | |
| 04  | Jak jeździć konno               | Goofy          | How to Ride a Horse     | 1941          | Goofy prezentuje podstawy jazdy konnej. |
| 04  | Wakacje na Hawajach             | Goofy          | Hawaiian Holiday        | 1938          | Goofy usiłuje uprawiać surfing. |
| 04  | Nici z żeglowania               | Donald i Goofy | No Sail                 | 1945          | Donald i Goofy mają zamiar stać się wytrawnymi żeglarzami: wypożyczają żaglówkę i wypływają w morze. |
|     |                                 |                |                         |               | |
| 05  | Jak grać w baseball             | Goofy          | How to Play Baseball    | 1942          | Poznajemy zasady gry w bejsbol, ulubiony sport milionów Amerykanów. |
| 05  | Bomba w górę                    | Goofy          | They’re Off             | 1948          | Co powinien wiedzieć miłośnik wyścigów konnych. |
| 05  | Kaczor na ringu                 | Kaczor Donald  | Canvas Back Duck        | 1953          | Donald staje do walki bokserskiej na ringu; siostrzeńcy dzielnie mu kibicują. - Bonus: Miki gra w golfa. |
|     |                                 |                |                         |               | |
| 06  | Nauka pływania                  | Goofy          | How to Swim             | 1942          | Goofy opanowuje teorię pływania i skoków do wody. |
| 06  | Rakieta tenisowa                | Goofy          | Tennis Racquet          | 1949          | Oglądamy mecz tenisowy między Dużym Benem i Małym Joe. |
| 06  | Budowanie łodzi                 | Myszka Miki    | Boat Builders           | 1938          | Miki, Donald i Goofy budują łódź. |
|     |                                 |                |                         |               | |
| 07  | Sztuka samoobrony               | Goofy          | The Art of Self-Defense | 1941          | Boks – jak przygotować się do uprawiania tej dyscypliny. |
| 07  | Nie drażnić tygrysa             | Goofy          | Tiger Trouble           | 1945          | Polowanie na tygrysy. |
| 07  | Gra w golfa                     | Kaczor Donald  | Donald’s Golf Game      | 1938          | Donald gra z siostrzeńcami w golfa. |
|     |                                 |                |                         |               | |
| 08  | Goofy i Wilbur                  | Goofy          | Goofy and Wilbur        | 1939          | Goofy łowi ryby. Wędkarzowi pomaga pasikonik. |
| 08  | Szybowiec Goofy’ego             | Goofy          | Goofy’s Glider          | 1940          | Goofy buduje szybowiec. |
| 08  | Polowanie wzbronione            | Kaczor Donald  | No Hunting              | 1955          | Donald, nawiedzony przez ducha swojego przodka, idzie na polowanie. |
|     |                                 |                |                         |               | |
| 09  | Trening Goofy’ego               | Goofy          | Goofy Gymnastics        | 1949          | Goofy urządza w domu salę gimnastyczną. Chcąc poprawić swoją sylwetkę, trenuje ze sztangą, podciąga się na drążku, ćwiczy mięśnie przy użyciu ekspandera. |
| 09  | Zabójczy hokej                  | Goofy          | Hockey Homicide         | 1945          | „Wrogowie mrówek” rozgrywają mecz hokejowy z drużyną „Zwiędłe liście”. |
| 09  | Morscy skauci                   | Kaczor Donald  | Sea Scouts              | 1939          | Donald wyrusza w rejs żaglowcem. |
|     |                                 |                |                         |               | |
| 10  | Mistrz olimpijski               | Goofy          | The Olympic Champ       | 1942          | Historia igrzysk olimpijskich od pierwszych zmagań sportowców u stóp góry Olimp. Pierwszą dyscypliną olimpijską było bieganie. Później wprowadzano kolejne, które są uprawiane do dzisiaj, między innymi bieg przez płotki, dziesięciobój, gimnastykę, pływanie. |
|     |                                 |                |                         |               | |